# ديفيد أبراهام
ديفيد أبراهام (بالإسبانية: David Abraham) مواليد 15 يوليو 1986 في الأرجنتين، هو لاعب كرة قدم أرجنتيني يلعب مع آينتراخت فرانكفورت كمدافع.

## المسيرة الاحترافية

### أندية لعب لها
- إنديبندينتي
- خيمناستيك طركونة
- نادي بازل
- نادي خيتافي
- نادي هوفنهايم
- آينتراخت فرانكفورت

## روابط خارجية
- ديفيد أبراهام على موقع الاتحاد الدولي (مؤرشف)  (الإنجليزية)
- ديفيد أبراهام على موقع قاعدة بيانات كرة القدم.إي يو (الإنجليزية)
- ديفيد أبراهام على موقع Soccerway.com (الإنجليزية)
- ديفيد أبراهام على موقع عالم كرة القدم.نت (الإنجليزية)
- ديفيد أبراهام على موقع AS.com (الإسبانية)